# Musée des cultures du monde
Le Musée des cultures du monde (appelé jusqu'en 2019 Musée des religions du monde) est situé à Nicolet, au Centre-du-Québec. Le Musée a ouvert ses portes en 1986 et a présenté plus de 140 expositions en lien avec les cinq grandes religions du monde. Il est le seul et unique musée de ce genre en Amérique du Nord.

## Mission du musée
La mission du musée est de conserver le patrimoine religieux multiconfessionnel dans une optique de tolérance et d'acceptation envers la différence. Il a été créé dans le but de démystifier les 5 grandes religions du monde soit le Christianisme, le Bouddhisme, l'Islam etc.

## Collection
Le Musée des cultures du monde possède près de 130 000 objets dans sa collection, comprenant la plus grande collection d'images pieuses au Canada (environ 100000 pièces) et  comptant environ 1500 objets de la collection des Sœurs de l'Assomption de la Sainte Vierge ainsi que la collection de la maison d’orfèvrerie Desmarais et Robitaille.

## Expositions
Le Musée a présenté plus de 150 expositions depuis son ouverture.
C'est en 2010 qu'il acquiert une réputation nationale avec la présentation de l'exposition allemande  "Life before death" (À la vie, à la mort). Accompagnée de l'exposition "Deuils", cette exposition est la première collaboration internationale du Musée. Cette exposition allemande attire des foules records au Musée.  Fort de ce succès, le Musée collabore avec la basilique Notre-Dame de Montréal pour y présenter l'exposition lors de l'été 2012.
En 2011, l'exposition "Colle papier ciseaux: Claude Lafortune" commémore la carrière de cet artiste du papier qui a été en vedette au petit écran pendant 30 ans avec des émissions telles "L'Évangile en papier" et "Parcelles de soleil". Les pièces inédites côtoient des œuvres mythiques et marquantes de l'artiste. Depuis sa présentation au  Musée, l'exposition est en itinérance et a émerveillé des milliers de visiteurs à Longueuil,, Montréal, Edmuston, Terrebonne, Valleyfield, Lachine, St-Eustache, Bonaventure, St-Georges, La Malbaie et Ste-Adèle.
Toujours en 2011, l'exposition "Tabarnak, l'expo qui jure" explore l'univers du blasphème et des sacres et attire de nouveau l'attention des médias nationaux,, et internationaux. L'exposition sera aussi présentée en itinérance à travers le Québec dans les années suivantes, visitant les villes de Bonaventure, Terrebonne, Valleyfield et Alma entre 2013  et 2016.
En 2013, une exposition plus controversée, "Et voila: le voile musulman dévoilé". prend le pari d'expliquer l'existence du voile religieux, ce qui suscite un tollé dans les médias  et des réactions de personnalités connues telles Djemila Benhaib.  Dans la suite du projet "Ce qui nous voile" de l'anthropologue Andréanne Paquet, l'exposition est présentée au moment où le débat de la Charte des valeurs québécoises secoue le Parti québécois alors au pouvoir.
En 2014, le musée présente une exposition intitulée "1984... je me souviens" sur le premier voyage papal en Amérique, celui de Jean-Paul II. Pour la présentation de l'immense papamobile, le musée s'agrandit d'une annexe (ultérieurement transformée en réserve,).
L'année 2014 est aussi celle d'une première exposition en collaboration avec un musée français, le Musée du protestantisme en Haut-Languedoc. L'exposition "Tu ne tueras point", qui retrace la vie des soldats français et canadiens pendant la Première Guerre mondiale, est présentée d'abord en France (et sera présentée en 2015 à Nicolet).
En 2016, le musée présente une exposition commémorative intitulée "30 ans d'objets et d'émotions"  qui présente au public les 30 plus vieilles pièces de la collection, dont des masques funéraires égyptiens, une lampe funéraire chinoise de la dynastie Han ainsi qu'une dalle funéraire normande.
En 2017, le musée présente une exposition sur le hockey vu comme une religion au Québec intitulée "Amen nous la coupe".
Annexé au musée, se trouve le parc littéraire L'arbre des mots, créé par Pierre Chatillon, qui comprend des sculptures de métal illustrant les textes d'auteurs de la région ayant étudié, vécu ou vivant à Nicolet.
Le Musée des cultures du monde de Nicolet recevra une aide financière de 6 610 850 dollars pour sa mise à niveau et sa rénovation. L'annonce a été faite en mars 2025 par le ministre de la Culture et des Communications, Mathieu Lacombe, et le député de Nicolet-Bécancour, Donald Martel. Les travaux concerneront notamment le revêtement extérieur et les systèmes de chauffage, ventilation et climatisation.